# Schönenberg-Kübelberg (Verbandsgemeinde)
Schönenberg-Kübelberg (Verbandsgemeinde) este o asociație municipală din landul Renania-Palatinat, Germania.

## Comune
1. Altenkirchen (Pfalz)
2. Brücken (Pfalz)
3. Dittweiler
4. Frohnhofen
5. Gries
6. Ohmbach
7. Schönenberg-Kübelberg